# Following (EP)
Following é o sexto extended play da cantora sul-coreana Hyuna. O álbum foi lançado em 29 de agosto de 2017 pela Cube Entertainment. O álbum contém cinco faixas com a faixa-título sendo "Babe".

## Antecedentes e lançamento
Em maio de 2017, Hyuna estreou junto com companheiros de selos e membros do Pentagon Hui e E'Dawn uma nova subunidade. As promoções para o seu primeiro mini-álbum 199X continuaram até o final do mês. Mais tarde, em julho, Hyuna revelou em uma entrevista para a revista Grazia que estava preparando um novo retorno para ser lançado durante o verão.
Finalmente, em agosto, o Cube Entertainment revelou que seu retorno à cena musical coreana deveria acontecer em setembro, mas eles decidiram fazê-lo mais cedo porque Hyuna não podia esperar para se encontrar com seus fãs novamente, então foi empurrado para o final de agosto. A primeira imagem teaser foi revelada em 8 de agosto, com o nome do mini álbum sendo revelado mais tarde em 17 de agosto, juntamente com imagens íntimas preto e branco de Hyuna sem maquiagem. As imagens também confirmaram que o EP será lançado em 29 de agosto. Em 23 de agosto, a empresa revelou o single para ser chamado de "Babe", que foi composto pela própria Hyuna, Shinsadong Tiger e Beom x Nang. O tracklist foi revelado em 24 de agosto através do seu canal oficial do YouTube, juntamente com um trecho de áudio de cada música do álbum.
O mini-álbum foi lançado oficialmente em 29 de agosto através de muitos serviços coreanos de música online, incluindo Melon. Para o mercado global, o álbum foi disponibilizado no iTunes. Também foi lançado em formato físico.

## Vídeo musical
Em 27 de agosto, foi lançado um teaser do video musical de "Babe". O vídeo completo, que foi lançado em 29 de agosto, apresenta Hyuna indo para frente e para trás para outra dimensão.

## Promoção
Hyuna realizou o primeiro comeback stage para o álbum durante o Show Champion do MBC em 30 de agosto, onde ela interpretou as músicas "Babe" e "Dart".

## Commercial performance
Following, estreou no número 9 na Gaon Album Chart sobre a questão datada de 27 de agosto a 2 de setembro de 2017. Para o mês de agosto, apareceu na edição mensal do Gaon Album Chart no número 28, com 5,773 cópias físicas vendidas. O álbum também entrou no World Album Charts no número 5 na semana de 16 de setembro de 2017.

## Lista de faixas
| Following      |                                                      |                                    |                                                           |         |  |
| N.º            | Título                                               | Letras                             | Música                                                    | Duração |  |
| 1.             | "Party (Follow Me)" (feat Wooseok de Pentagon)       | Big Sancho Hyuna Wooseok           | Big Sancho Hyuna                                          | 3:09    |  |
| 2.             | "Babe" (베베)                                        | Shinsadong Tiger Beom x Nang Hyuna | Shinsadong Tiger Beom x Nang                              | 3:13    |  |
| 3.             | "Purple" (보라색; Bolasaeg (com E'Dawn de Pentagon)) | E'Dawn Hyuna                       | E'Dawn                                                    | 3:42    |  |
| 4.             | "Dart"                                               | Son Youngjin Kang Dongha Hyuna     | Youngjin                                                  | 3:13    |  |
| 5.             | "Mirror" (자화상; Jahwasang)                         | January 8 Hyuna                    | Ruby Spiro Andreas Wallevik Espen Andersen Peter Wallevik | 3:07    |  |
| Duração total: | Duração total:                                       | Duração total:                     | Duração total:                                            | 16:24   |  |

## Desempenho nas paradas

### Gráficos semanais
| Parada (2017)                             | Melhor posição | Ref.   |
| ----------------------------------------- | -------------- | ------ |
| Coreia do Sul (Gaon Album Chart)          | 9              | [ 15 ] |
| Estados Unidos (Billboard's World Albums) | 5              | [ 17 ] |

### Gráficos mensais
| Parada (2015)                    | Melhor posição | Ref.   |
| -------------------------------- | -------------- | ------ |
| Coreia do Sul (Gaon Album Chart) | 28             | [ 16 ] |

## Histórico de lançamento
| Região        | Data                 | Formato             | Gravadora          |
| ------------- | -------------------- | ------------------- | ------------------ |
| Coreia do Sul | 29 de agosto de 2018 | CD Download Digital | Cube Entertainment |
| Mundialmente  | 29 de agosto de 2018 | Download Digital    | Cube Entertainment |